# Víktor Zubkov (baloncestista)
Víktor Alekséyevich Zubkov, en ruso: Виктор Алексеевич Зубков (Rostov del Don, Rusia; 24 de abril de 1937-16 de octubre de 2016) fue un jugador soviético de baloncesto. Consiguió 7 medallas en competiciones internacionales con la Unión Soviética. 

## Palmarés
- Copa de Europa: 2

CSKA Moscú:  1961, 1963.
- Mejor jugador del Eurobasket de 1959